# Frank Cioffi
Frank Cioffi (ur. 11 stycznia 1928 w Nowym Jorku, zm. 1 stycznia 2012 w Canterbury) – amerykański filozof.

## Życiorys
Jego matka, Melina, zmarła przy porodzie. Ojciec, Salvatore był introligatorem, zmarł niedługo potem. Wychowywali go dziadkowie w zamieszkałej przez włoskich emigrantów części Manhattanu. Tuż po zakończeniu II wojny światowej służył w amerykańskiej armii okupującej Japonię. W 1949 roku wyjechał do Europy i zamieszkał w Paryżu. Zaprzyjaźnił się tam z amerykańskimi pisarzami-emigrantami, w tym z Jamesem Baldwinem, który zachęcił go do podjęcia studiów. Na Uniwersytet Oksfordzki został przyjęty na podstawie prawa G.I. Bill (Servicemen's Readjustment Act z 1944 roku, które do 1958 roku dawało szereg przywilejów weteranom wojennym, w tym finansowanie studiów), mimo niedokończenia nauki w nowojorskiej szkole średniej. W Oksfordzie studiował w Ruskin College, a następnie St Catherine's College, kończąc studia w 1954 roku na kierunku „PPP” (ang. psychology, philosophy, physiology, pol. psychologia, filozofia i fizjologia), co wywarło silny wpływ na jego późniejszą krytykę prac Zygmunta Freuda. Podczas studiów jego tutorami byli Friedrich Waismann, Anthony Quinton i Iris Murdoch. Po studiach pełnił funkcje dydaktyczne na kilku uniwersytetach angielskich, prowadząc jednocześnie własne badania z obszaru psychologii społecznej. Po czym zaproponowano mu stanowisko wykładowcy filozofii na Narodowym Uniwersytecie Singapuru. Kiedy cudzoziemcy zostali zmuszeni do rezygnacji z pracy na uniwersytecie, powrócił do Anglii obejmując stanowisko starszego wykładowcy na Uniwersytecie Kent. Następnie wyjechał do Stanów Zjednoczonych, gdzie wykładał na Uniwersytecie Kalifornijskim w Berkeley. W 1973 roku został zaangażowany przez Alberta Slomana do utworzenia wydziału filozofii na Uniwersytecie Essex w Colchester, gdzie piastował funkcję profesora filozofii aż do 1994 roku. Sam również prowadził zajęcia z filozofii, psychopatologii, literatury i krytyki literackiej. Był charyzmatycznym wykładowcą. Zajęcia, które prowadził na pierwszym, wspólnym dla wszystkich studentów, roku, przekonały wielu z nich, początkowo nie planujących studiowania filozofii do wybrania jej jako kierunku na kolejne lata, a nowo powołanemu uniwersytetowi nadały ogólnokrajowego rozgłosu. Po dwóch dekadach spędzonych w Colchester, przeszedł na emeryturę, został profesorem emerytowanym na Uniwersytecie Kent. W ostatnich latach życia mieszkał w Canterbury.

## Prace
- Wittgenstein on Freud and Frazer, Cambridge: Cambridge University Press (1998) ISBN 0-521-62624-2
- Freud and the Question of Pseudoscience, Chicago: Open Court (1998) ISBN 0-8126-9385-X, wyd. polskie „Freud i pseudonauka” w przekładzie Ryszarda Stachowskiego. Kraków: Wydawnictwo WAM, (2010) ISBN 978-83-7318-543-2

## Życie prywatne
Żonaty z Nalini Nair, którą poznał i poślubił w Singapurze. Wychowywał jej syna z wcześniejszego związku.